# Lignina
A lignina  é uma macromolécula tridimensional amorfa encontrada nas plantas terrestres, associada à celulose na parede celular cuja função é de conferir rigidez, impermeabilidade e resistência a ataques microbiológicos e mecânicos aos tecidos vegetais. A lignina representa entre 18% e 35% da massa seca da parede celular dos vegetais, e é a principal fonte renovável de compostos fenólicos.
A lignina é formada pela polimerização dos álcoois cumarílico (ver abaixo), coniferílico e sinapílico (onde 1 ou ambos os Hs na figura foram substituídos por OCH3, respectivamente). A proporção destes três compostos resulta em diferentes tipos de lignina. A lignina da madeira de coníferas é formada pelos monômeros derivados dos álcoois coniferílico (guaiacila)   e cumarílico (hidroxifenila) , enquanto na madeira de folhosas é formada pelos monômeros derivados dos álcoois sinapílico (siringila) e coniferílico (guaiacila) , já a lignina das gramíneas  é composta pelos monômeros derivados dos três tipos de álcoois precursores.  
Um dos principais objetivos da fabricação de papel é reduzir o conteúdo de lignina na madeira a fim de produzir a massa de papel. Papeis com teor ainda alto de lignina (ela faz parte de 1/3 a 1/4 da massa da madeira), como o usado para papelão e jornal ficam amarelados facilmente devido a degradação desta com o ar. Assim, a lignina deve ser quase totalmente extraída antes do branqueamento do papel. Para isso, usam-se processos mecânicos e químicos, como por exemplo o processo Kraft. Os processos químicos se baseiam em aumentar a solubilidade da lignina por meio da hidrólise das suas ligações éter e de adição de grupos hidrofílicos como o sulfito aos anéis benzênicos da lignina, produzindo "licores" escuros que podem servir de fonte para outros produtos químicos, como DMSO ou combustível para as caldeiras das próprias fábricas de papel.
Para a produção de carvão vegetal são recomendados materiais com elevados teores de lignina e com maior proporção de guaiacila em relação a siringila , pois a lignina é termicamente mais estável que os demais componentes da parede celular vegetal e a guaiacila apresenta a possibilidade de realizar uma ligação aromática C5 que ocasiona maior polimerização. 
Na nutrição humana, as lenhinas são consideradas fibras dietéticas indigeríveis. Estão presentes nas partes mais endurecidas de alguns alimentos vegetais tais como cenoura, brócolis, sementes e frutas tais como o morango.   